# 东阳县 (唐朝)
东阳县，中国古旧县名。
唐朝垂拱二年（686年）置。后梁开平四年（910年），钱镠改为东场县，属婺州。北宋咸平（998年—1003年）年间，改回东阳县。元朝时属婺州路。明朝、清朝时属金华府。
民国初年，全国废府，直属浙江省，后属金华道。1949年5月8日，中国人民解放军第二野战军12军103、105团攻占东阳县城。1949年起，属金华专区。1958年，磐安县并入东阳县。1973年起，隶属金华地区。1983年，恢复磐安县。1988年，改为东阳市（县级市）。